# 緑川 (台中市)
緑川（みどりがわ）は、台湾台中市を流れる大肚渓水系の河川。台中市の中心部を流れる柳川、梅川、麻園頭渓と並んで4大河川と称される。

## 地理
北屯圳を源とし、北屯区、北区、東区、中区、西区、南区を流れる。

## 流域の観光地
- 桜橋（中国語版）
- 中山緑橋（中国語版）（新盛橋）
- 宮原眼科（スイーツ店）